# Enguelsa
Engelsa (del ruso: Энгельса) es un jútor del raión de Novokubansk en el krai de Krasnodar de Rusia. Está situado en las llanuras de la orilla izquierda del río Kubán, 14 km al oeste de Novokubansk y 147 km al este de Krasnodar. Tenía 310 habitantes en 2010.
Pertenece al municipio Verjnekubánskoye.